# Robert Tear
Robert Tear, CBE, (Barry, 8 marzo 1939 – Hammersmith e Fulham, 29 marzo 2011), è stato un tenore, direttore d'orchestra e insegnante gallese.
Si fece conoscere inizialmente cantando nelle opere di Benjamin Britten a metà degli anni '60. Dagli anni '70, fino al suo ritiro nel 1999, la sua principale base operistica fu il Royal Opera House, Covent Garden; apparve con altre compagnie d'opera nel Regno Unito, in Europa continentale, negli Stati Uniti e in Australia. Evitando in generale il repertorio italiano, che non si adattava alla sua voce, Tear divenne noto nei ruoli principali e caratteristici delle opere tedesche, britanniche e russe.
Il suo repertorio concertistico era ampio, dalla musica del XVII secolo alle opere contemporanee di Britten, Tippett ed altri. Fu direttore d'orchestra per alcuni anni a partire dalla metà degli anni ottanta, ma si è trovò caratterialmente inadatto. Come insegnante alla Royal Academy of Music era più felice ed era ben considerato da colleghi e allievi.

## Biografia

### Primi anni
Tear nacque a Barry, Glamorgan, figlio di Thomas Tear, un impiegato delle ferrovie, e di sua moglie Edith, nata Dodds. Come studente alla Barry Boys' Grammar School cantava in un coro della chiesa locale e all'età di sette anni prese parte alla prima produzione della nascente Welsh National Opera, Cavalleria Rusticana a Cardiff nell'aprile 1946. Nel 1957 vinse una borsa di studio corale per il King's College, Cambridge, dove studiò inglese. Il suo biografo Raymond Holden annovera come sue principali influenze universitarie il critico e insegnante F. R. Leavis, lo scrittore E. M. Forster e il direttore d'orchestra David Willcocks.
Tear si laureò nel 1960 e si trasferì a Londra. dove nel 1961 fu nominato vicario corale nella Cattedrale di San Paolo. I suoi incarichi nel coro gli lasciarono il tempo di studiare con l'insegnante di canto Julian Kimbell e di cantare con gli Ambrosian Singers. Nel gennaio 1961 sposò Hilary Thomas dalla quale ebbe due figlie.
Tear fece il suo debutto operistico nel 1963 come corista nel The Rape of Lucretia di Britten con l'English Opera Group (EOG); il compositore approvò la performance di Tear e lo invitò a sostituire Peter Pears nella produzione originale di Curlew River al Festival di Aldeburgh nel 1964. Tear poi interpretò Peter Quint in una produzione de Il giro di vite, prima di unirsi a Britten e all'EOG in un Tour di quattro settimane in Unione Sovietica nel settembre e ottobre 1964. Britten scrisse due ruoli pensando alla voce di Tear: Misael in The Burning Fiery Furnace (1966) e il ruolo principale in The Prodigal Son (1968). Per l'EOG Tear creò anche il ruolo di Private Todd in The Grace of Todd di Gordon Crosse (1969) e cantò Arbace (1969) e successivamente il ruolo del protagonista (1973) in Idomeneo di Mozart.
Tear non fu mai un membro della cerchia ristretta di Britten; non riusciva a trattare il compositore con la necessaria riverenza, e fu visto come una minaccia alla preminenza di Pears come tenore principale. Quando scelse, nel 1970, di creare il ruolo di Dov in The Knot Garden per la Royal Opera di Michael Tippett piuttosto che apparire nella prima di Owen Wingrave di Britten, divenne uno dei "cadaveri" di Britten, ex colleghi da cui aveva completamente rotto i ponti una volta che erano sopravvissuti alla loro utilità per lui o lo avevano offeso. Continuò ad esibirsi nelle opere e nei concerti di Britten, ma non rivide mai più il compositore.

### Anni di punta
In concomitanza con la sua carriera operistica in via di sviluppo, Tear si costruì una reputazione come cantante da concerto. Nel 1965 debuttò al Festival di Edimburgo, cantando il ciclo di canzoni di Tippett The Heart's Assurance; nello stesso anno fece la prima di cinquantaquattro apparizioni ai Proms, nella Paukenmesse (Missa in tempore belli) di Haydn, diretta da Sir Malcolm Sargent. Il suo repertorio spaziava dalla musica Tudor alle opere più moderne.
Tear cantò con molte compagnie d'opera in Gran Bretagna, Europa continentale, Australia e Stati Uniti, ma il suo teatro principale era il Covent Garden. La sua voce venne descritta nel suo necrologio sul Times come "tipicamente britannica: meno espansiva dello stile italiano e con poco del tenore eroico tedesco, ma pura, elegante, flessibile, capace di dolcezza e con al suo servizio una qualità espressiva di fine musicalità e grande intelligenza." L'opera italiana non gli piaceva; le sue rare interpretazioni in quel repertorio furono Malcolm nel Macbeth, Gastone nel La traviata, i ruoli dei personaggi comici del dottor Caius in Falstaff e Alcindoro in La bohème e l'unico ruolo italiano con si legò veramente, l'Imperatore Altoum nella Turandot, che cantò per la prima volta al Royal Opera House nel 1984 e in cui fece la sua ultima apparizione nello stesso posto nel 2009. Al Covent Garden e altrove cantò molti ruoli da protagonista, come Captain Vere in Billy Budd, il ruolo del titolo nel Peter Grimes, Aschenbach in Morte a Venezia, Lensky in Eugenio Onegin, Erode in Salomè, Loge in L'oro del Reno, Belmonte in Il ratto dal serraglio e David ne I maestri cantori di Norimberga. Gran parte del suo repertorio operistico consisteva in ruoli di personaggi, in cui, secondo il Times, "il suo umorismo e le sue acute percezioni umane avevano libero sfogo". Tra questi Monostatos ne Il flauto magico, Don Basilio in Le nozze di Figaro, Jaquino in Fidelio, Spalanzani in I racconti di Hoffmann, Valzacchi in Il cavaliere della rosa e Aegisth in Elettra.

### Ultimi anni
Nel 1980 Tear debuttò come direttore d'orchestra con la Thames Chamber Orchestra alla Queen Elizabeth Hall. Anche se in seguito diresse i London Mozart Players e l'Orchestra del Minnesota, la English Chamber, la London Symphony ed l'orchestra Philharmonia, scoprì di essere temperamentalmente inadatto alla direzione, perché la sua natura amichevole e accomodante gli rendeva difficile esercitare l'autorità e la disciplina richiesta da un direttore. Trovò più soddisfazione nel suo ruolo di insegnante; fu il primo titolare della cattedra internazionale di canto presso la Royal Academy of Music, Londra. Lo tenne dal 1987 al 1989 e fu giudicato un successo dagli studenti e dal personale.
Dopo il suo ritiro ufficiale Tear fece un'apparizione in un cameo ai Proms del 2009 come avvocato di Bunthorne in una esecuzione di Patience, diretta da Sir Charles Mackerras, che fu anche l'ultima apparizione ai Proms.
Tear morì di broncopolmonite, secondaria al carcinoma dell'esofago, nella sua casa di Hammersmith, Londra, il 29 marzo 2011. Nel settembre dello stesso anno si tenne una funzione commemorativa a St Martin-in-the-Fields, durante la quale letture e canti furono eseguiti da ex colleghi di Tear tra cui Dame Janet Baker, Sir Thomas Allen, John Mark Ainsley, Sir John Tomlinson e Dame Felicity Palmer.

## Riconoscimenti e pubblicazioni
Nel 1984 Tear fu nominato CBE. Fu Honorary Fellow del Royal Welsh College of Music and Drama e del King's College, Cambridge.
Tear pubblicò due volumi di memorie: Tear Here (1990) e Singer Beware (1995). In un tributo commemorativo, Robert Ponsonby commentò che erano entrambi scritti "in uno stile così strano, così metafisico e così eccentrico da sfidare a volte la comprensione", sebbene la "serietà di Tear e il suo interesse per le cose spirituali (aveva scoperto il buddismo) fossero di per se stesse evidenti, come lo erano nei suoi dipinti e disegni."

## Incisioni
Tear fece più di 250 dischi e scrisse nel suo lavoro Who's Who di aver lavorato per tutte le principali case discografiche. I ruoli che cantò sul disco spaziano da Uriel nella La Creazione di Haydn al pittore nella Lulu di Berg, e da Pitichinaccio nei Racconti di Hoffmann di Offenbach a Sir Harvey nell'Anna Bolena di Donizetti. Le sue numerose registrazioni classiche includono esecuzioni di Bach, Händel, Monteverdi, Mozart, Beethoven, Mahler, Bruckner, Stravinskij, Janáček, Wagner e Messiaen. Nel canone inglese ha anche registrato brani di Elgar, Vaughan Williams, George Butterworth e Britten.